# Conognatha minutissima
Conognatha minutissima es una especie de escarabajo del género Conognatha, familia Buprestidae. Fue descrita científicamente por Hoscheck en 1934.